# Ster van Bessèges 2012
De Ster van Bessèges 2012 (Frans: Étoile de Bessèges 2012) werd verreden van 1 tot en met 5 februari in Frankrijk. Het was de 42e editie van deze etappekoers.

## Startlijst
| AG2R-La Mondiale | Vacansoleil-DCM | Cofidis Le Crédit en Ligne |
| - 1. Anthony Ravard - 2. Guillaume Bonnafond - 3. Maxime Bouet - 4. Hubert Dupont - 5. Steve Houanard - 6. Sébastien Minard - 7. Jean-Christophe Péraud - 8. Christophe Riblon         | - 11. Björn Leukemans - 12. Marco Marcato - 13. Kris Boeckmans - 14. Barry Markus - 15. Lieuwe Westra - 16. Romain Feillu - 17. Bert-Jan Lindeman - 18. Stijn Devolder             | - 21. Samuel Dumoulin - 22. Rémy Di Grégorio - 23. Adrien Petit - 24. Aleksejs Saramotins - 25. Nico Sijmens - 26. Rein Taaramäe - 27. Tristan Valentin - 28. Nicolas Vogondy                      |
| Project 1t4i | Team Europcar | Landbouwkrediet |
| - 31. Marcel Kittel - 32. Yann Huguet - 33. Matthieu Sprick - 34. Ronan van Zandbeek - 35. Simon Geschke - 36. Tom Stamsnijder - 37. Bert De Backer - 38. Thierry Hupond               | - 41. Pierre Rolland - 42. Anthony Charteau - 43. Sébastien Chavanel - 44. Rafaâ Chtioui - 45. Tony Hurel - 46. Davide Malacarne - 47. Alexandre Pichot - 48. Yukiya Arashiro      | - 51. Frédéric Amorison - 52. Bert De Waele - 53. Koen Barbé - 54. Bobbie Traksel - 55. Davy Commeyne - 56. Kurt Hovelijnck - 57. Egidijus Juodvalkis - 58. Dirk Bellemakers                       |
| FDJ-BigMat | Auber 93 | Topsport Vlaanderen-Mercator |
| - 61. Nacer Bouhanni - 62. Pierrick Fédrigo - 63. Arnaud Gérard - 64. Anthony Geslin - 65. Cédric Pineau - 66. Rémi Pauriol - 67. Benoît Vaugrenard - 68. Arthur Vichot                | - 71. Romain Bacon - 72. Fabien Bacquet - 73. Guillaume Faucon - 74. Mathieu Drujon - 75. Benoît Drujon - 76. Dimitri Le Bouch - 77. Nicolas Rousseau - 78. Steven Tronet          | - 81. Jelle Wallays - 82. Michael Van Staeyen - 83. Laurens de Vreese - 84. Pieter Vanspeybrouck - 85. Gijs Van Hoecke - 86. Dominique Cornu - 87. Preben Van Hecke - 88. Stijn Neirynck           |
| Bretagne-Schuller | Team Type 1 | Saur-Sojasun |
| - 91. Armindo Fonseca - 92. Romain Hardy - 93. Laurent Pichon - 94. Jean-Luc Delpech - 95. Gaël Malacarne - 96. Renaud Dion - 97. Dimitri Champion - 98. Johan Lebon                   | - 101. Julien Antomarchi - 102. László Bodrogi - 103. Daniele Colli - 104. Rémi Cusin - 105. Julien El Fares - 106. Jure Kocjan - 107. Javier Mejías - 108. Georg Preidler         | - 111. Jérôme Coppel - 112. Arnaud Coyot - 113. Anthony Delaplace - 114. Jimmy Engoulvent - 115. Jonathan Hivert - 116. David Le Lay - 117. Stéphane Poulhiès - 118. Yannick Talabardon            |
| Accent.Jobs-Willems Veranda's | Roubaix Lille Métropole | Vélo-Club La Pomme Marseille |
| - 121. Stefan van Dijk - 122. Leif Hoste - 123. Kevyn Ista - 124. Wim De Vocht - 125. Andy Cappelle - 126. Jempy Drucker - 127. Staf Scheirlinckx - 128. Arnoud van Groen              | - 131. Denis Flahaut - 132. Loïc Desriac - 133. Pierre Drancourt - 134. Mathieu Drouilly - 135. Julien Guay - 136. Morgan Kneisky - 137. Kévin Lalouette - 138. Fabien Schmidt     | - 141. Yohan Cauquil - 142. Mathieu Delaroziere - 143. Thomas Vaubourzeix - 144. Evaldas Šiškevičius - 145. Benjamin Giraud - 146. Pierre-Luc Périchon - 147. Toms Skujiņš - 148. Yannick Martinez |
| An Post-Sean Kelly | Véranda Rideau-Super U | |
| - 151. Niko Eeckhout - 152. Pieter Ghyllebert - 153. Stijn Ennekens - 154. Mark McNally - 155. Kenneth Van Bilsen - 156. Ronan McLaughlin - 157. Sean Downey - 158. Gediminas Bagdonas | - 161. Freddy Bichot - 162. Romain Mathéou - 163. Justin Jules - 164. Gaylord Cumont - 165. Mickael Olejnik - 166. Arnaud Molmy - 167. Franck Vermeulen - 168. Maxime Le Montagner | |

## Etappe-overzicht
| Etappe | Datum      | Start        | Finish           | Afstand            | Winnaar           | Klassementsleider |
| ------ | ---------- | ------------ | ---------------- | ------------------ | ----------------- | ----------------- |
| 1e     | 1 februari | Beaucaire    | Bellegarde       | 148,0 km           | Nacer Bouhanni    | Nacer Bouhanni    |
| 2e     | 2 februari | Nîmes        | Saint-Ambroix    | 149,0 km 58,8 km * | Marcel Kittel     | Marcel Kittel     |
| 3e     | 3 februari | Bessèges     | Bessèges         | 152,0 km           | Pierre Rolland    | Pierre Rolland    |
| 4e     | 4 februari | Saint-Geniès | Bagnols-sur-Cèze | 150,0 km 66,0 km * | Marco Marcato     | Pierre Rolland    |
| 5e (A) | 5 februari | Alès         | Alès             | 082,0 km 60,2 km * | Stéphane Poulhiès | Pierre Rolland    |
| 5e (B) | 5 februari | Alès         | Alès             | 009,7 km (IT)      | Jérôme Coppel     | Jérôme Coppel     |

* Etappes werden vanwege sneeuwval ingekort.

## Etappe-uitslagen

### 1e etappe
| Beaucaire – Bellegarde (148 km) |                |                   |         |
| Plaats                          | Naam           | Ploeg             | tijd    |
| Winnaar                         | Nacer Bouhanni | FDJ-Big Mat       | 3u3'25" |
| 2                               | Marcel Kittel  | Project 1T4I-Felt | z.t.    |
| 3                               | Bobbie Traksel | Landbouwkrediet   | z.t.    |
|                                 |                |                   |         |
| 5                               | Kris Boeckmans | Vacansoleil-DCM   | z.t.    |

### 2e etappe
| Nîmes – Saint-Ambroix (149,0 km 58,8 km ) |                |                   |          |
| Plaats                                    | Naam           | Ploeg             | tijd     |
| Winnaar                                   | Marcel Kittel  | Project 1T4I-Felt | 1u33'29" |
| 2                                         | Kris Boeckmans | Vacansoleil-DCM   | z.t.     |
| 3                                         | Nacer Bouhanni | FDJ-Big Mat       | z.t.     |
|                                           |                |                   |          |
| 13                                        | Bobbie Traksel | Landbouwkrediet   | z.t.     |

### 3e etappe
| Bessèges – Bessèges (152 km) |                  |                        |          |
| Plaats                       | Naam             | Ploeg                  | tijd     |
| Winnaar                      | Pierre Rolland   | Team Europcar          | 3u55'54" |
| 2                            | Franck Vermeulen | Véranda Rideau-Super U | + 7"     |
| 3                            | Nacer Bouhanni   | FDJ-Big Mat            | z.t.     |
|                              |                  |                        |          |
| 5                            | Kris Boeckmans   | Vacansoleil-DCM        | z.t.     |
| 9                            | Bobbie Traksel   | Landbouwkrediet        | z.t.     |

### 4e etappe
| Saint-Geniès-de-Comolas – Bagnols-sur-Cèze (150,0 km 66,0 km) |                  |                    |          |
| Plaats                                                        | Naam             | Ploeg              | tijd     |
| Winnaar                                                       | Marco Marcato    | Vacansoleil-DCM    | 1u15'13" |
| 2                                                             | Niko Eeckhout    | An Post-Sean Kelly | z.t.     |
| 3                                                             | Julien El Fares  | Team Type 1-Sanofi | z.t.     |
|                                                               |                  |                    |          |
| 27                                                            | Dirk Bellemakers | Landbouwkrediet    | z.t.     |

### 5e etappe A
| Alès – Alès (82,0 km 60,2 km) |                     |                        |          |
| Plaats                        | Naam                | Ploeg                  | tijd     |
| Winnaar                       | Stéphane Poulhiès   | Saur-Sojasun           | 1u40'35" |
| 2                             | Justin Jules        | Véranda Rideau-Super U | z.t.     |
| 3                             | Bobbie Traksel      | Landbouwkrediet        | z.t.     |
|                               |                     |                        |          |
| 4                             | Michael Van Staeyen | Topsport Vlaanderen-M. | z.t.     |

### 5e etappe B
| Alès – Alès (individuele tijdrit over 9,7 km) |                    |                             |        |
| Plaats                                        | Naam               | Ploeg                       | tijd   |
| Winnaar                                       | Jérôme Coppel      | Saur-Sojasun                | 14'25" |
| 2                                             | Rein Taaramäe      | Cofidis, le crédit en ligne | + 26"  |
| 3                                             | Maxime Bouet       | AG2R-La Mondiale            | + 33"  |
|                                               |                    |                             |        |
| 4                                             | Frederik Veuchelen | Vacansoleil-DCM             | z.t.   |
| 22                                            | Dirk Bellemakers   | Landbouwkrediet             | + 59"  |

## Eindklassementen
| Plaats      | Naam                | Ploeg                       | tijd      |
| ----------- | ------------------- | --------------------------- | --------- |
| Oranje trui | Jérôme Coppel       | Saur-Sojasun                | 12u40'08" |
| 2           | Franck Vermeulen    | Véranda Rideau-Super U      | + 0'25"   |
| 3           | Rein Taaramäe       | Cofidis, le crédit en ligne | + 0'26"   |
| 4           | Pierre Rolland      | Team Europcar               | + 0'28"   |
| 5           | Maxime Bouet        | AG2R-La Mondiale            | + 0'32"   |
| 6           | Frederik Veuchelen  | Vacansoleil-DCM             | + 0'33"   |
| 7           | Pierrick Fédrigo    | FDJ-Big Mat                 | + 0'37"   |
| 8           | Jonathan Hivert     | Saur-Sojasun                | z.t.      |
| 9           | Pierre-Luc Perichon | La Pomme Marseille          | + 0'46"   |
| 10          | Julien Antomarchi   | Team Type 1-Sanofi          | + 0'48"   |
|             |                     |                             |           |
| 16          | Bobbie Traksel      | Landbouwkrediet             | + 0'57"   |

| Plaats      | Naam           | Ploeg           | Punten |
| ----------- | -------------- | --------------- | ------ |
| Groene trui | Bobbie Traksel | Landbouwkrediet | 54     |
| 2           | Kris Boeckmans | Vacansoleil-DCM | 49     |
| 3           | Marco Marcato  | Vacansoleil-DCM | 39     |

| Plaats      | Naam              | Ploeg                | Punten |
| ----------- | ----------------- | -------------------- | ------ |
| Blauwe trui | Bert-Jan Lindeman | Vacansoleil-DCM      | 12     |
| 2           | Rémi Cusin        | Team Type 1 - Sanofi | 10     |
| 3           | Georg Preidler    | Team Type 1 - Sanofi | 10     |

| Plaats     | Naam              | Ploeg                  | Tijd      |
| ---------- | ----------------- | ---------------------- | --------- |
| Witte trui | Anthony Delaplace | Saur-Sojasun           | 12u40'57" |
| 2          | Gijs Van Hoecke   | Topsport Vlaanderen-M. | + 0'08"   |
| 3          | Georg Preidler    | Team Type 1 - Sanofi   | + 0'10"   |

| Plaats | Ploeg                | Tijd      |
| ------ | -------------------- | --------- |
|        | Saur-Sojasun         | 38u01'52" |
| 2      | Team Europcar        | + 1'11"   |
| 3      | Team Type 1 - Sanofi | + 1'14"   |

1971 · 1972 · 1973 · 1974 · 1975 · 1976 · 1977 · 1978 · 1979 · 1980 · 1981 · 1982 · 1983 · 1984 · 1985 · 1986 · 1987 · 1988 · 1989 · 1990 · 1991 · 1992 · 1993 · 1994 · 1995 · 1996 · 1997 · 1998 · 1999 · 2000 · 2001 · 2002 · 2003 · 2004 · 2005 · 2006 · 2007 · 2008 · 2009 · 2010 · 2011 · 2012 · 2013 · 2014 · 2015 · 2016 · 2017 · 2018 · 2019 · 2020 · 2021 · 2022 · 2023 · 2024 · 2025
Etappewedstrijden

 Ster van Bessèges · 
 Ronde van de Middellandse Zee · 
 Ruta del Sol · 
 Ronde van de Algarve · 
 Ronde van de Haut-Var · 
 Driedaagse van West-Vlaanderen · 
 Internationale Wielerweek · 
 Internationaal Wegcriterium · 
 Driedaagse van De Panne-Koksijde · 
 Ronde van de Sarthe · 
 Ronde van Trentino · 
 Ronde van Turkije · 
 Ronde van Asturië · 
 Vierdaagse van Duinkerke · 
 Ronde van Azerbeidzjan · 
 Szlakiem Grodòw Piastowskich · 
 Ronde van Castilië en León · 
 Ronde van Picardië · 
 Ronde van Noorwegen · 
 World Ports Classic · 
 Ronde van Beieren · 
 Ronde van België · 
 Tour des Fjords · 
 Ronde van Estland · 
 Ronde van Luxemburg · 
 Boucles de la Mayenne · 
 Ster ZLM Toer · 
 Ronde van Slovenië · 
 Route du Sud · 
 Ronde van Oostenrijk · 
 Sibiu Cycling Tour · 
 Ronde van Wallonië · 
 Ronde van Portugal · 
 Ronde van Denemarken · 
 Ronde van de Ain · 
 Ronde van Burgos · 
 Arctic Race of Norway · 
 Ronde van de Limousin · 
 Ronde van Poitou-Charentes · 
 Wielerweek van Lombardije · 
 Ronde van Groot-Brittannië · 
 Ronde van Gévaudan Languedoc-Roussillon · 
 Eurométropole Tour
Eendaagse wedstrijden

 GP La Marseillaise · 
 Grote Prijs van de Etruskische Kust · 
 Trofeo Palma · 
 Trofeo Ses Salines · 
 Trofeo Serra de Tramuntana · 
 Trofeo Platja de Muro · 
 Trofeo Laigueglia · 
 Ronde van Murcia · 
 Omloop Het Nieuwsblad · 
 Classic Sud Ardèche · 
 GP Lugano · 
 Clásica de Almería · 
 Kuurne-Brussel-Kuurne · 
 La Drôme Classic · 
 Le Samyn · 
 GP Città di Camaiore · 
 Strade Bianche · 
 Roma Maxima · 
 Ronde van Drenthe · 
 Dwars door Drenthe · 
 Nokere Koerse · 
 GP Nobili Rubinetterie · 
 Handzame Classic · 
 Classic Loire-Atlantique · 
 Grote Prijs van Cholet-Pays de Loire · 
 Dwars door Vlaanderen · 
 Route Adélie de Vitré · 
 Volta Limburg Classic · 
 Grote Prijs Miguel Indurain · 
 Ronde van La Rioja · 
 Scheldeprijs · 
 GP Pino Cerami · 
 Klasika Primavera · 
 Parijs-Camembert · 
 Brabantse Pijl · 
 GP Denain · 
 Ronde van de Finistère · 
 Tro Bro Léon · 
 Ronde van Keulen · 
 La Roue Tourangelle · 
 Rund um den Finanzplatz Eschborn-Frankfurt · 
 Ronde van de Somme · 
 ProRace Berlin · 
 Grote Prijs van Plumelec · 
 Boucles de l'Aulne · 
 Ronde van Zeeland Seaports · 
 Trofeo Melinda · 
 GP Kanton Aargau · 
 Ronde van Limburg · 
 Ronde van de Apennijnen · 
 Halle-Ingooigem · 
 Trofeo Matteotti · 
 Prueba Villafranca de Ordizia · 
 GP Industria & Artigianato-Larciano · 
 Ronde van Toscane · 
 Circuito de Getxo · 
 Polynormande · 
 RideLondon Classic · 
 GP Stad Zottegem · 
 Dutch Food Valley Classic · 
 Châteauroux Classic de l'Indre · 
 Druivenkoers Overijse · 
 Ronde van Veneto · 
 Schaal Sels · 
 Memorial Rik Van Steenbergen · 
 Brussels Cycling Classic · 
 GP Fourmies · 
 Ronde van de Doubs · 
 GP Jef Scherens · 
 Coppa Bernocchi · 
 Coppa Agostoni · 
 GP van Wallonië · 
 Ronde van de Drie Valleien · 
 Kampioenschap van Vlaanderen · 
 Memorial Marco Pantani · 
 Grote Prijs Impanis-Van Petegem · 
 GP van Isbergues · 
 GP Industria & Commercio di Prato · 
 Omloop van het Houtland · 
 Duo Normand · 
 Milaan-Turijn · 
 Ronde van Piëmont · 
 Ronde van het Münsterland · 
 Pro Cycling Marathon · 
 Ronde van de Vendée · 
 Memorial Frank Vandenbroucke · 
 Coppa Sabatini · 
 Parijs-Bourges · 
 Ronde van Emilia · 
 GP Beghelli · 
 Parijs-Tours · 
 Nationale Sluitingsprijs · 
 Ronde van Romagna · 
 Chrono des Nations